# Нагабхата II
Нагабхата II (*д/н —833) — махараджахіраджа (цар царів) держави у північній Індії у 800–833 роках, вів запеклу боротьбу з Палами, Раштракутами та тюрками.

## Життєпис
Походив з династії Гуджара-Пратіхарів. Син махараджі Ватсараджи, після смерті якого у 800 році отримав трон. Незабаром розпочав війну проти імперії Пала, сподіваючись взяти реванш за поразку батька. Нагабхаті вдалося розбити ворога, зайняти значну частину північного Індостану, вступити до Каннауджа, де Нагабхата II скинув місцевого магараджу Чакраядху — ставленика Палів. Втім вимушений був повернути війська на південь, де зустрівся у битві з Говіндою III з династії Раштракутів. У запеклій битві Нагабхата зазнав поразки й вимушений був поступитися Малвою та Гуджаратом.
Лише після смерті Говінди III у 814 році Нагабхата II розпочав військову кампанію проти Раштракутів. Йому вдалося відвоювати втрачені землі. Після цього знову рушив на північ, завдавши поразки Палам. В результаті у володінні Гуджара-Пратіхара опинилася уся північна Індія. Столицею стає м. Каннаудж. Після цього здійснив низку походів у долину Гангу, змусивши Палів визнати гегемонії Пратіхар. Наслідував йому син Рамабхадра.

## Культура
Був великим покровителем мистецтва й архітектури. За його правління зводяться численні храми в Раджастхані, Гуджараті, містах Гваліорі, Каннауджі. Найбільш відомим є храм Сомнатх в Саураштрі (Гуджарат).